# Triplaris caracasana
Triplaris caracasana Cham. – gatunek rośliny z rodziny rdestowatych (Polygonaceae Juss.). Występuje naturalnie na obszarze od Panamy po Ekwador i Brazylię. 

## Morfologia
PokrójWiecznie zielone drzewo dorastające do 10–30 cm wysokości.
LiścieMają eliptyczny kształt. Mierzą 25 cm długości. Są owłosione. Blaszka liściowa jest o ostrym wierzchołku.
KwiatyJednopłciowe, zebrane w wiechy złożone z gron, rozwijają się w kątach pędów lub na ich szczytach.
OwoceNiełupki o odwrotnie jajowatym kształcie.

## Biologia i ekologia
Jest rośliną dwupienną. Rośnie w wilgotnych lasach.